# La Femme du Vème
La Femme du Vème (lett. "La donna del 5º") è un film del 2011 scritto e diretto da Paweł Pawlikowski, tratto dal romanzo del 2007 Margit (The Woman in the Fifth) di Douglas Kennedy, con protagonisti Ethan Hawke e Kristin Scott Thomas.

## Trama
Tom, uno scrittore americano in crisi di mezza età, si trasferisce a Parigi sperando di riallacciare i rapporti con la figlia. Ma nulla va come previsto e Tom finisce a lavorare come portiere di notte in un albergo. Proprio mentre pensa di aver toccato il fondo, la sensuale vedova Margit irrompe nella sua vita, imponendogli però alcune condizioni: i loro incontri avverranno solamente due volte a settimana e solamente nell'appartamento nel V arrondissement di lei, e lui non dovrà mai e poi mai rivolgerle domande sul suo passato.

## Produzione
La casa di produzione cinematografica francese "Haut et Court" ha assunto Pawlikowski per scrivere e dirigere il film nel dicembre del 2008, avendo precedentemente acquisito i diritti cinematografici del romanzo. Incontrato il regista a inizio 2009 all'Old Vic, dove l'attore metteva in scena Il racconto d'inverno, Hawke ha accettato la parte perché aveva ammirato i precedenti film di quest'ultimo, Last Resort (2000) e My Summer of Love (2004). La sceneggiatura è stata ultimata nel dicembre dello stesso anno. Pawlikowski ha creato il personaggio di Ania appositamente per Joanna Kulig. Le riprese si sono svolte tra l'aprile e il maggio del 2010 a Parigi. Il budget del film è stato di 5,5 milioni di euro.